# Rosita
Rosita (titlu original în spanioă: Detrás de un largo muro) este un film alb/negru argentinian, regizat de Lucas Demare după un scenariu de Sixto Pondal Ríos în 1958, având protagoniști pe Lautaro Murúa, Susana Campos, Mario Passano și Ricardo Argemí.

## Distribuție
- Lautaro Murúa - Pedro Maidana
- Susana Campos - Rosita
- Mario Passano - Andrés
- Ricardo Argemí - Dl. Dionisio
- Gloria Ferrandiz - Dna. Angélica
- Inés Moreno - Teresa
- Marisa Núñez - Matilde
- Cayetano Biondo - Comprador de repuestos
- Rolando Dumas - un prieten a lui Pedro
- Alberto Barcel - Comisario
- Félix Rivero - Zenón
- Rita Montesi - femeia
- Olga Madero
- Jorge Palaz
- Warly Ceriani - Bautista
- Yamandú Di Paula - Eusebio
- Francisco Audenino
- Rafael Diserio - funcționarul
- Juan Alberto Mateyko
- Beto Gianola - Conrado
- Enrique Kossi - un polițist
- Leandro Battilana
- Jorge Villalba - prietenul lui Pedro
- María Ferez
- Mario Cossa
- Luis Orbegoso - bărbatul în căminul de apă
- Juan Carlos Copes
- María Nieves
- Eduardo Humberto Nóbili - alt polițist
- Domingo Garibotto - bătrânul din căminul de apă